# Пюи-де-Дом
Пюи́-де-Дом (фр. Puy-de-Dôme [pɥi də ˈdom], окс. Puèi Domat, Puèi de Doma) — департамент на юге центральной части Франции, один из департаментов региона Овернь — Рона — Альпы. Порядковый номер — 63. Административный центр — город Клермон-Ферран. Население — 649 643 человека (38 место среди департаментов, данные 2010 года).

## Геральдика
Герб департамента был разработан французским экспертом в геральдике Робером Луисом (1902—1965). Не было совершено никаких официальных шагов к утверждению этого герба и он так и остался проектом.

## География
Департамент Пюи-де-Дом включен в состав французского региона Овернь. Пюи-де-Дом граничит с департаментами Алье, Луара, Верхняя Луара, Канталь, Коррез и Крёз. Площадь территории — 7970 км², в основном это гористая местность. Департамент включает 5 округов, 61 кантон и 470 коммун.
На территории департамента располагаются несколько горных цепей с примечательными вершинами. Среди них можно отметить молодой потухший вулкан Дом, а также высочайшую точку Центрального горного массива Санси. Всего же на территории департамента насчитывается свыше 80 кратеров потухших вулканов.
Через департамент протекают реки Алье и Дордонь.

## История
Департамент образован 4 марта 1790 года в период французской революции, в соответствии с законом от 22 декабря 1789 года, на части территории исторической провинции Овернь.
При образовании, в 1790 году, департамент должен был получить имя Mont-d’Or (буквально, Золотая Гора), однако вмешался депутат от Клермон-Феррана Gaultier de Biauzat, который предположил, что такое название привлечёт излишнее внимание налоговых органов к делам жителей департамента. С ним согласились и, в итоге, департамент получил имя Пюи-де-Дом.
Территория настоящего департамента частично совпадает с территорией прежнего исторического региона Нижняя Овернь, другая часть которого принадлежит современному департаменту Алье.

## Экономика
Префектура департамента, город Клермон-Ферран, является штаб-квартирой одной из самых знаменитых французских компаний — Michelin.

### Туризм

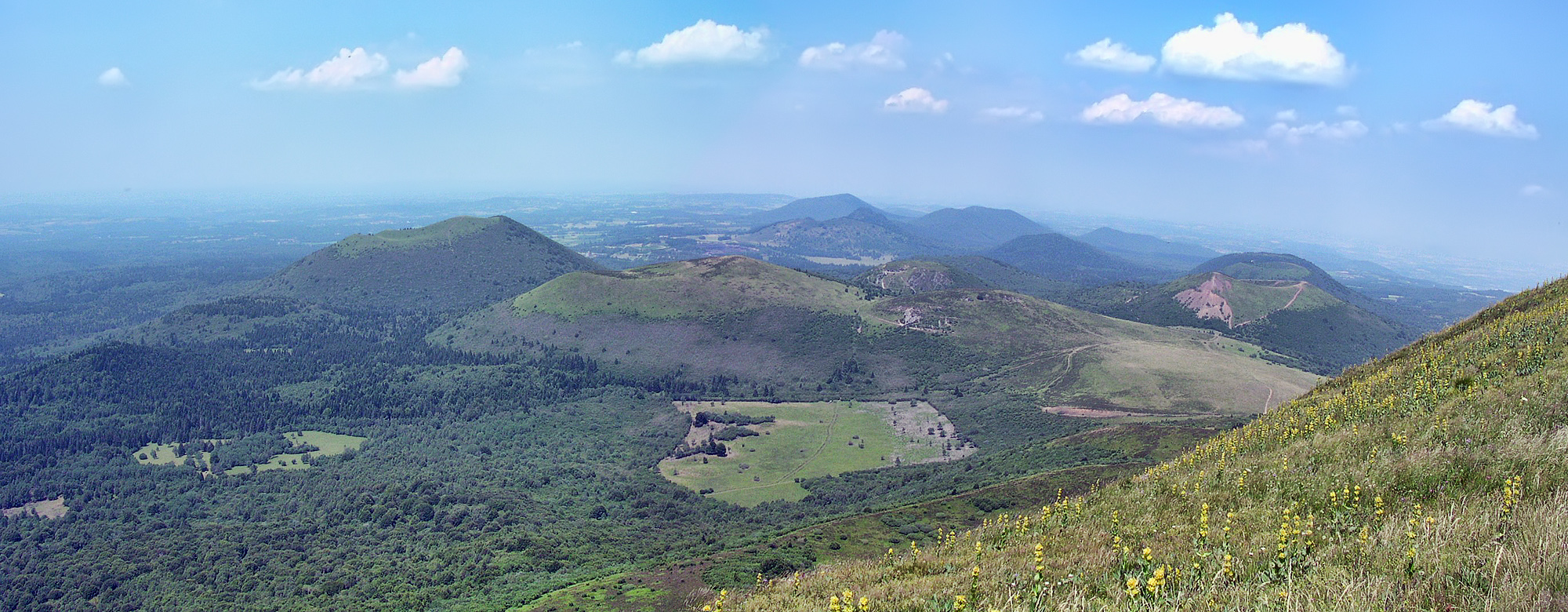
Панорама потухших вулканов возле Клермон-Феррана

Отличительной особенностью департамента Пюи-де-Дом являются прежде всего его вулканы, в числе которых потухший вулкан Дом, имеющий лавовый купол высотой более 1465 метров, идеально подходящий для пеших прогулок на открытом воздухе. Эта вершина является самой высокой точкой горной гряды Мон-Дом. А открытый в 2002 году европейский парк вулканологии Vulcania позволяет лучше понять историю образования вулканов и принципы их существования.
Благодаря вулканическому рельефу местности на территории департамента находится множество озёр, где можно проводить время за рыбной ловлей и другими занятиями. Можно упомянуть озёра Павэн и Сервьер. Озеро Айда используется преимущественно для воскресного отдыха жителей Клермона, благодаря его близости к административному центру региона.
- Красивые поселения: Уссон, небольшое местечко, где жила королева Марго в годы своей ссылки в Овернь, Сен-Флоре (фр. Saint-Floret) на берегах реки Куз (фр. Couze), Орсиваль (фр. Orcival) с примечательной базиликой, Ла Бурбуль со своим старинным термальным курортом.
- Церкви романского стиля (около 250), из которых особенно примечательны Базилика Нотр-Дам дю Порт в Клермон-Ферране, внесённая в список Всемирного наследия ЮНЕСКО, церковь Святого Австремония в Иссуаре, аббатство в Мозаке с его историческими капителями и другие.
- Средневековые замки: Шазерон, Мюроль, Турноэль.
- Третий по своей величине в мире железнодорожный мост viaduc des Fades, эксплуатация которого была прекращена в 2007 году.
- Музеи: Музей Мишлен (фр. l'Aventure Michelin), Художественный музей Роже-Кийо и Музей Баргуэна в Клермон-Ферране, Музей бумаги Ришара де Бас в Амбере, Музей горного дела и Музей Пейне в Брассак-ле-Мине.

Из числа городов департамента особенно достойны посещения Тьер (старейший промышленный центр в департаменте с историческим центром XV века и вековыми традициями изготовления столовых приборов), Риом (бывший начиная с XIII века административным центром той части Оверни, которая входила в королевский домен), а также Клермон-Ферран (маленькие улочки его исторического центра).

## Культура

### Департамент в киноискусстве
- В 1976 году режиссёр Клод Миллер снял драму «Лучший способ маршировки» в подростковом летнем лагере у коммуны Сен-Сатюрнен.
- В 1990 году на территории городов Маренг и Амбер проходили съёмки фильма «Уран» режиссёра Клода Берри.
- В 2004 году съёмки фильма «Хористы» режиссёра Кристофа Барратье проходили в шато Равель, а также в городах Равель и Курпьер.

## Разное
Символом департамента является выдра.